# Olympische Sommerspiele 2020/Leichtathletik – 200 m (Männer)
Der 200-Meter-Lauf der Männer bei den Olympischen Spielen 2020 in Tokio wurde am 3. (Vorläufe) und am 4. (Halbfinale und Finale) August 2021 im Nationalstadion ausgetragen.
Olympiasieger wurde der Kanadier Andre De Grasse. Er gewann vor den beiden US-Amerikanern Kenneth Bednarek und Noah Lyles.

## Aktuelle Titelträger
| Olympiasieger                         | Usain Bolt ( Jamaika)              | 19,78 s | Rio de Janeiro 2016 |
| Weltmeister                           | Noah Lyles ( USA)                  | 19,83 s | Doha 2019           |
| Europameister                         | Ramil Guliyev ( Türkei)            | 19,76 s | Berlin 2018         |
| Nord-/Zentralamerika-/Karibik-Meister | Kyle Greaux ( Trinidad und Tobago) | 20,11 s | Toronto 2018        |
| Südamerika-Meister                    | Bernardo Baloyes ( Kolumbien)      | 20,42 s | Lima 2019           |
| Asienmeister                          | Xie Zhenye ( Volksrepublik China)  | 20,33 s | Doha 2019           |
| Afrikameister                         | Ncincihli Titi ( Südafrika)        | 20,46 s | Asaba 2018          |
| Ozeanienmeister                       | Jeremy Dodson ( Samoa)             | 21,11 s | Townsville 2019     |

## Rekorde

### Bestehende Rekorde
| Weltrekord         | Usain Bolt ( Jamaika) | 19,19 s | Berlin, Deutschland     | 20. August 2009 |
| Olympischer Rekord | Usain Bolt ( Jamaika) | 19,30 s | Finale OS Peking, China | 20. August 2008 |

Der bestehende olympische Rekord wurde bei diesen Spielen nicht erreicht. Die schnellste Zeit erzielte der kanadische Olympiasieger Andre De Grasse mit 19,62 s im Finale am 4. August bei einem Gegenwind von 0,5 m/s. Damit verfehlte er den Rekord um 32 Hundertstelsekunden. Zum Weltrekord fehlten ihm 43 Hundertstelsekunden.

### Rekordverbesserungen
Für vier Verbände wurden die Landesrekorde insgesamt sechsmal gesteigert:
- 20,17 s – Yancarlos Martínez (Dominikanische Republik), sechster Vorlauf am 3. August bei einem Gegenwind von 0,4 m/s
- 20,34 s – Sibusiso Matsenjwa (Eswatini), siebter Vorlauf am 3. August bei einem Gegenwind von 0,4 m/s
- 19,99 s – Joseph Fahnbulleh (Liberia), zweites Halbfinale am 3. August bei einem Gegenwind von 0,4 m/s
- 19,73 s – Andre De Grasse (Kanada), drittes Halbfinale am 3. August bei einem Rückenwind von 0,2 m/s
- 20,22 s – Sibusiso Matsenjwa (Eswatini), Finale am 4. August bei einem Gegenwind von 0,5 m/s
- 19,62 s – Andre De Grasse (Kanada), Finale am 4. August bei einem Gegenwind von 0,5 m/s

## Vorrunde
Die Vorrunde wurde in sieben Läufen durchgeführt. Für das Halbfinale qualifizierten sich pro Lauf die ersten drei Athleten (hellblau unterlegt). Darüber hinaus kamen die drei Zeitschnellsten, die sogenannten Lucky Loser (hellgrün unterlegt), weiter.

### Lauf 1

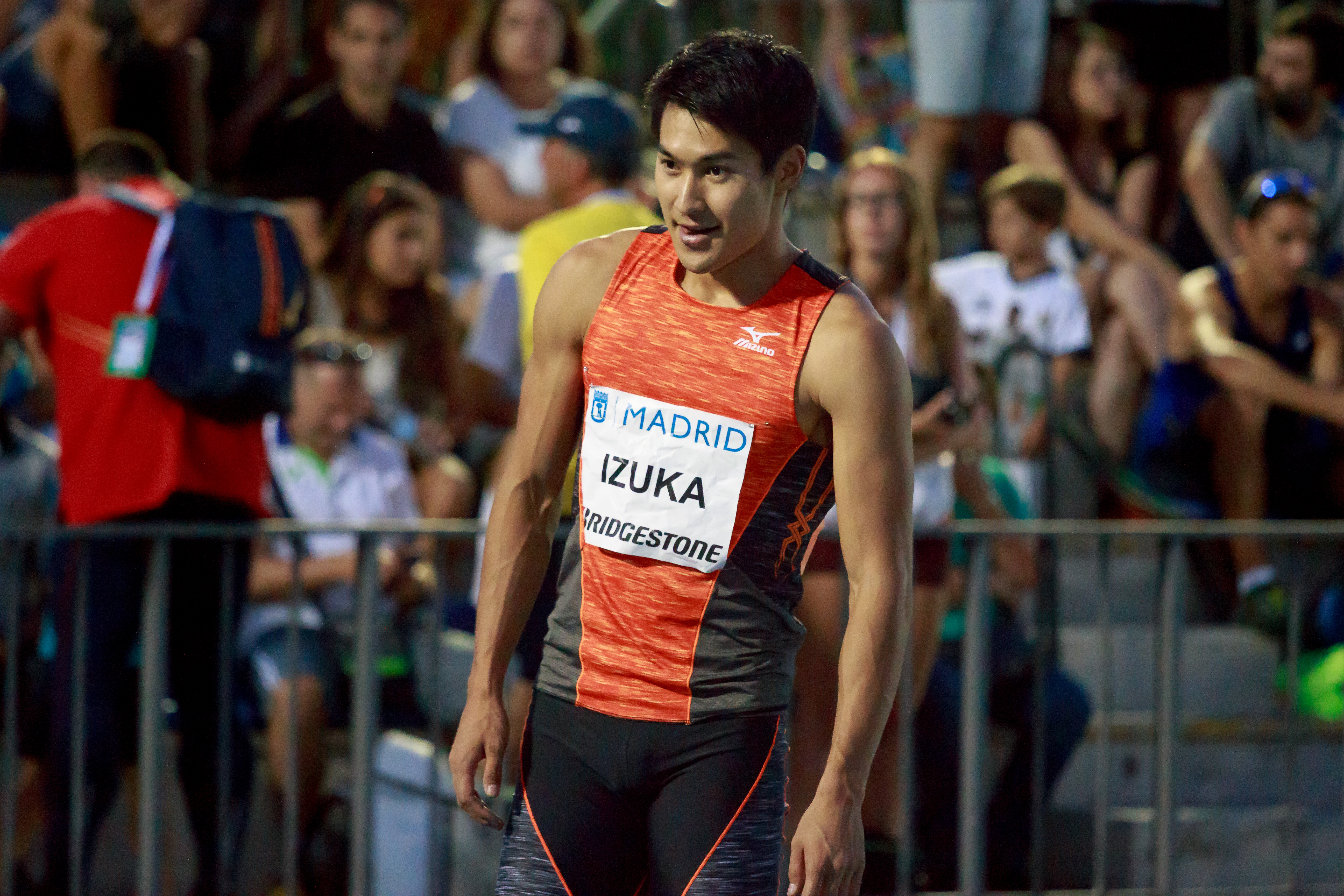
Shōta Iizuka – ausgeschieden als Sechster des ersten Vorlaufs

3. August 2021, 11:05 Uhr (04:05 Uhr MESZ)
Wind: −0,3 m/s
| Platz | Name                | Nation      | Zeit (s) |
| ----- | ------------------- | ----------- | -------- |
| 1     | Rasheed Dwyer       | Jamaika     | 20,31    |
| 2     | Divine Oduduru      | Nigeria     | 20,36    |
| 3     | Anaso Jobodwana     | Südafrika   | 20,78    |
| 4     | Jorge Vides         | Brasilien   | 20,94    |
| 5     | Fodé Sissoko        | Mali        | 21,00    |
| 6     | Shōta Iizuka        | Japan       | 21,02    |
| 7     | José Andrés Salazar | El Salvador | 21,66    |

### Lauf 2

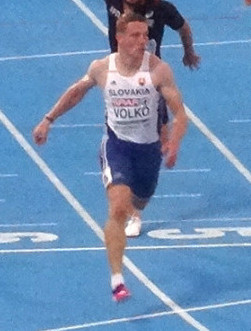
Ján Volko – ausgeschieden als Fünfter des zweiten Vorlaufs
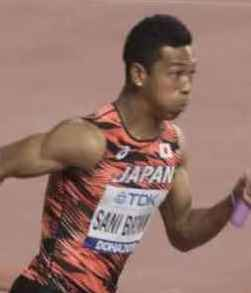
Abdul Hakim Sani Brown – ausgeschieden als Sechster des zweiten Vorlaufs

3. August 2021, 11:13 Uhr (04:13 Uhr MESZ)
Wind: +0,9 m/s
| Platz | Name                   | Nation              | Zeit (s) | Anmerkung                                |
| ----- | ---------------------- | ------------------- | -------- | ---------------------------------------- |
| 1     | Jereem Richards        | Trinidad und Tobago | 20,52    |                                          |
| 2     | Shaun Maswanganyi      | Südafrika           | 20,58    |                                          |
| 3     | Taymir Burnet          | Niederlande         | 20,60    | SB                                       |
| 4     | Emmanuel Eseme         | Kamerun             | 20,65    |                                          |
| 5     | Ján Volko              | Slowakei            | 21,21    |                                          |
| 6     | Abdul Hakim Sani Brown | Japan               | 21,41    | SB                                       |
| DSQ   | Jan Jirka              | Tschechien          |          | IWR Regel 163, TR17.3.1 – Bahnübertreten |
| DNS   | Bernardo Baloyes       | Kolumbien           |          |                                          |

### Lauf 3

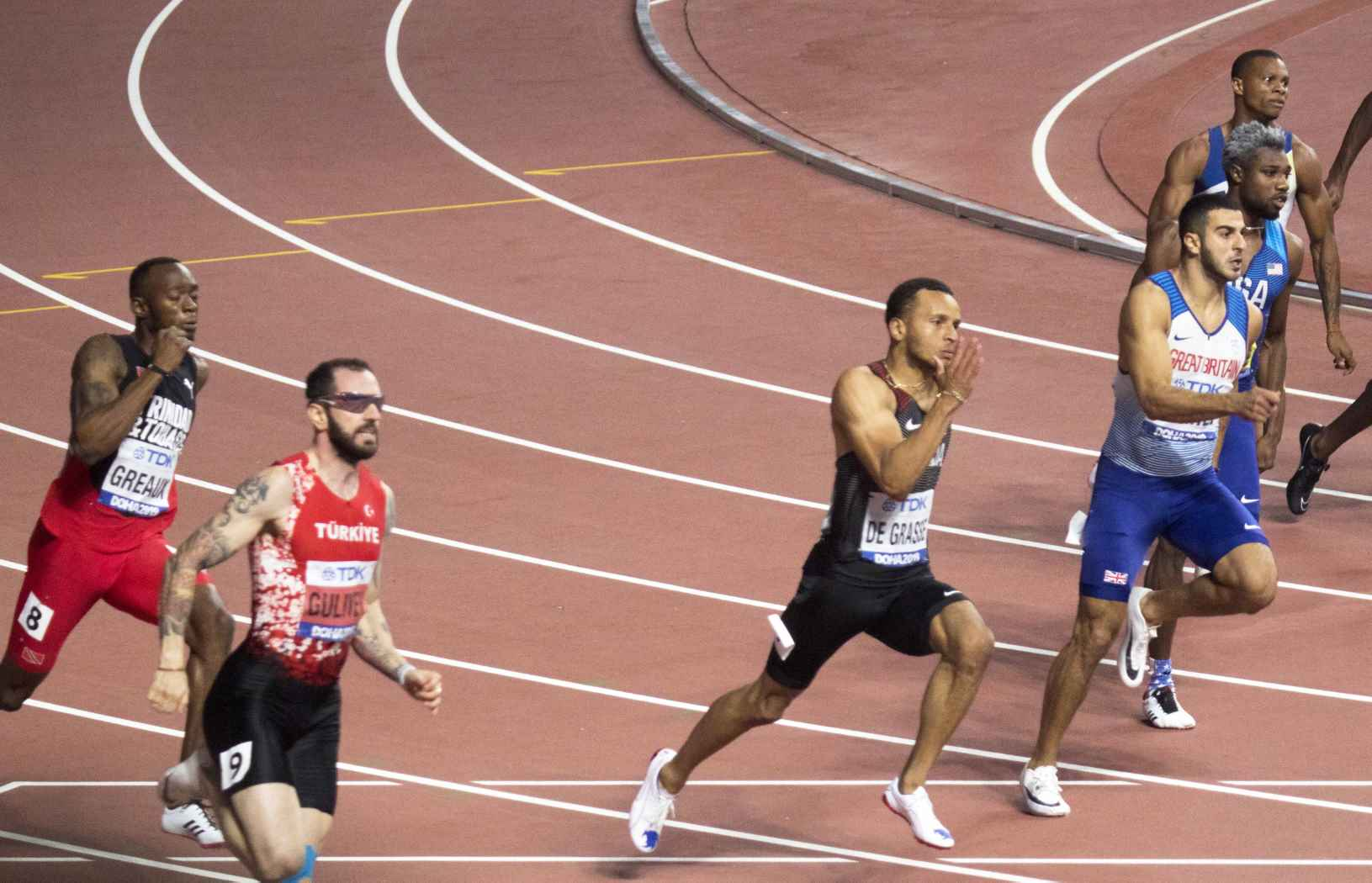
Kyle Greaux (Dritter von links) – ausgeschieden als Vierter des dritten Vorlaufs
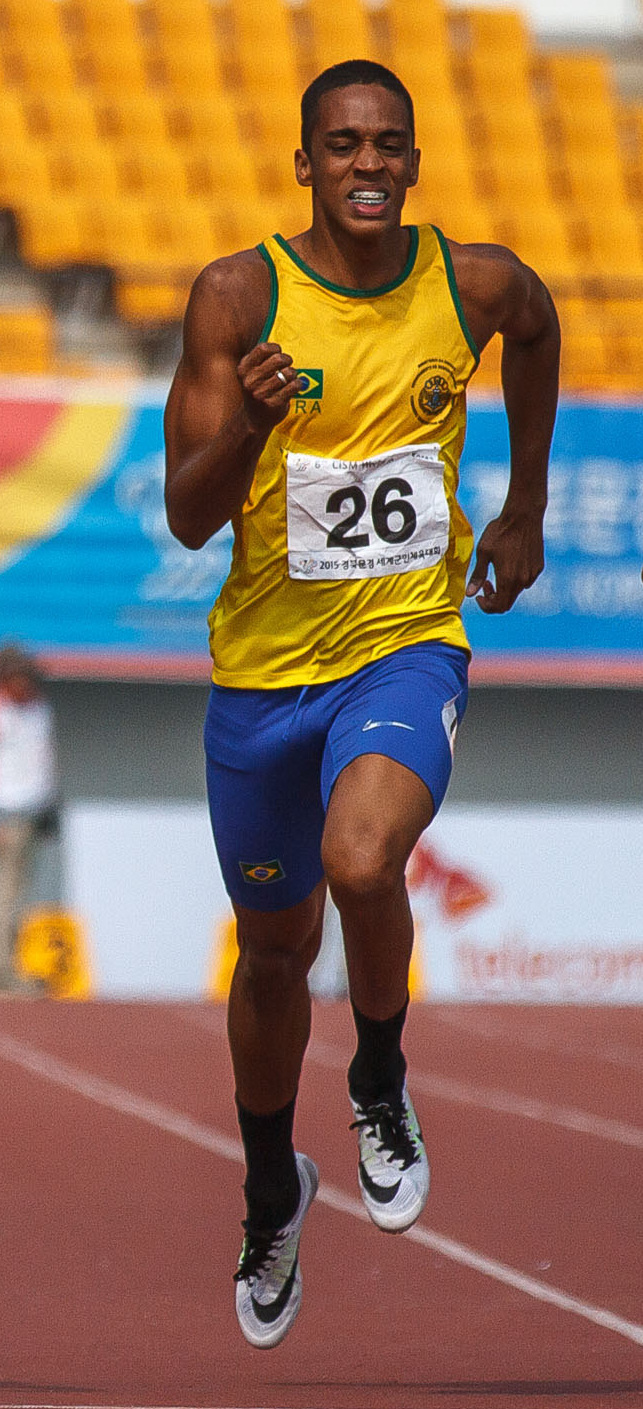
Aldemir da Silva Júnior – ausgeschieden als Sechster des dritten Vorlaufs

3. August 2021, 11:21 Uhr (04:21 Uhr MESZ)
Wind: −0,6 m/s
| Platz | Name                    | Nation              | Zeit (s) | Anmerkung |
| ----- | ----------------------- | ------------------- | -------- | --------- |
| 1     | Femi Ogunode            | Katar               | 20,37    |           |
| 2     | Ramil Guliyev           | Türkei              | 20,54    |           |
| 3     | Andre De Grasse         | Kanada              | 20,56    |           |
| 4     | Kyle Greaux             | Trinidad und Tobago | 20,77    |           |
| 5     | Jun Yamashita           | Japan               | 20,78    |           |
| 6     | Aldemir da Silva Júnior | Brasilien           | 20,84    | SB        |

### Lauf 4

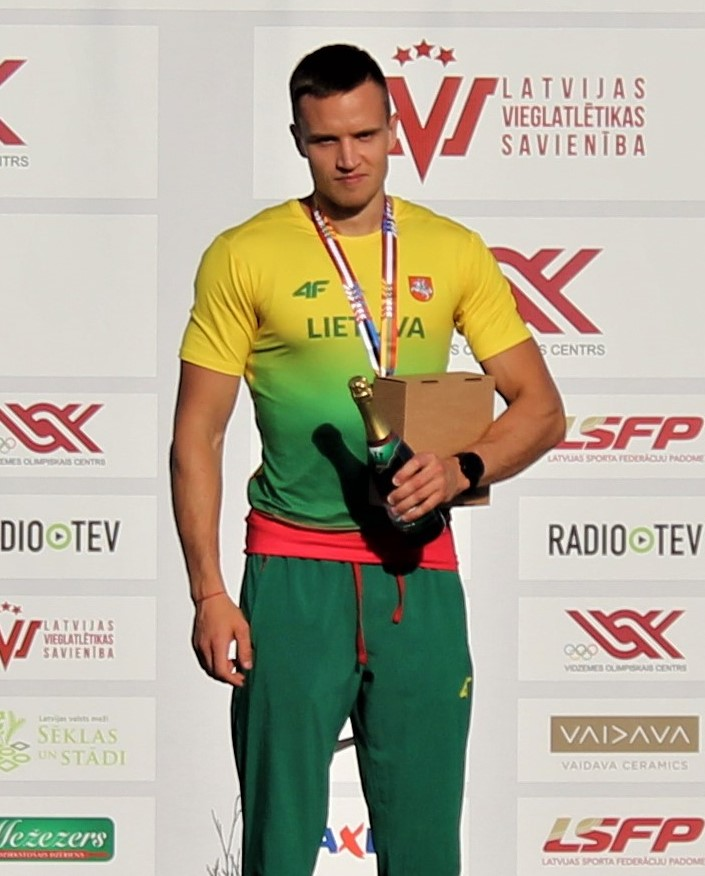
Gediminas Truskauskas – ausgeschieden als Fünfter des vierten Vorlaufs
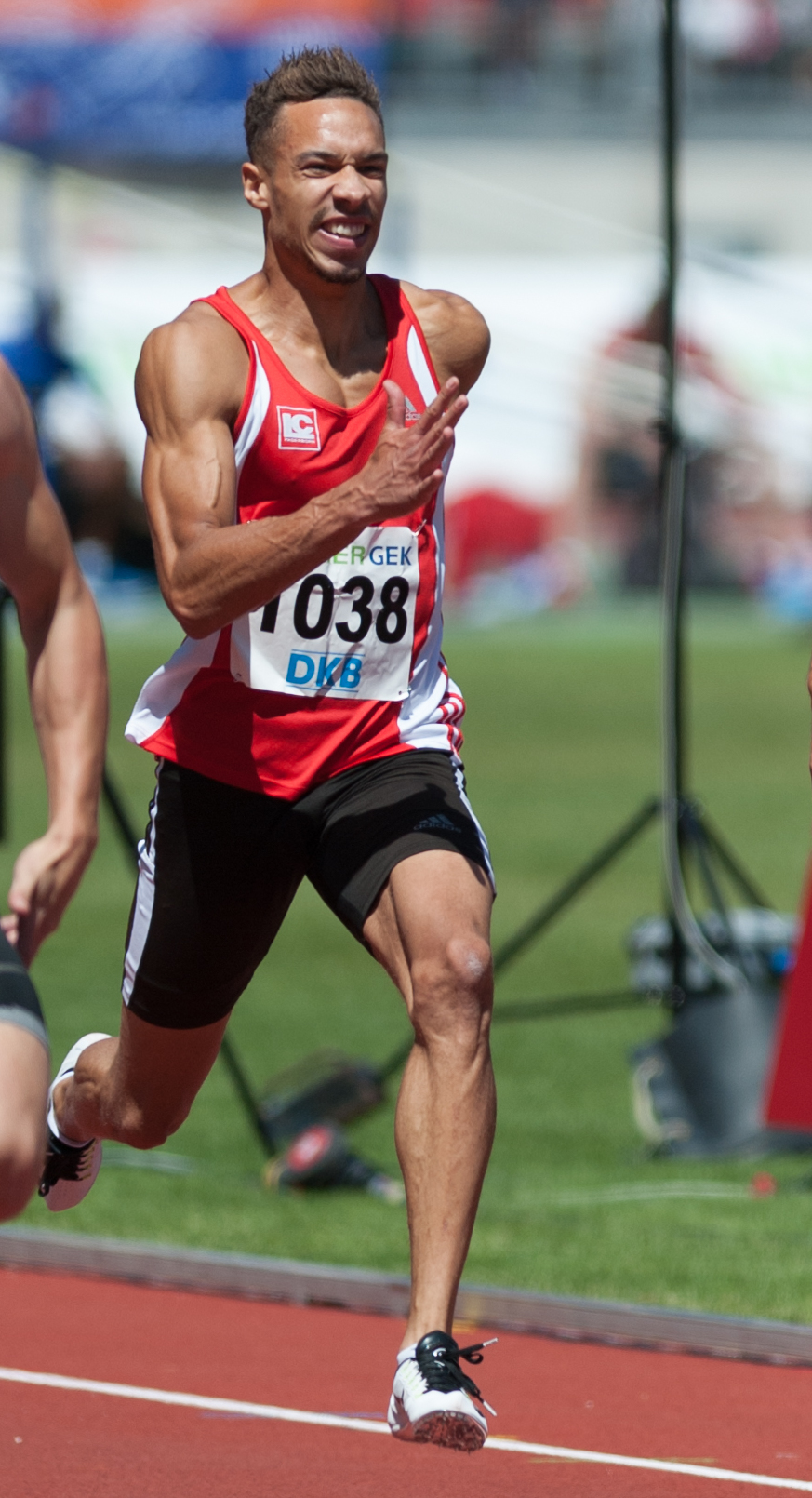
Steven Müller – ausgeschieden als Sechster des vierten Vorlaufs
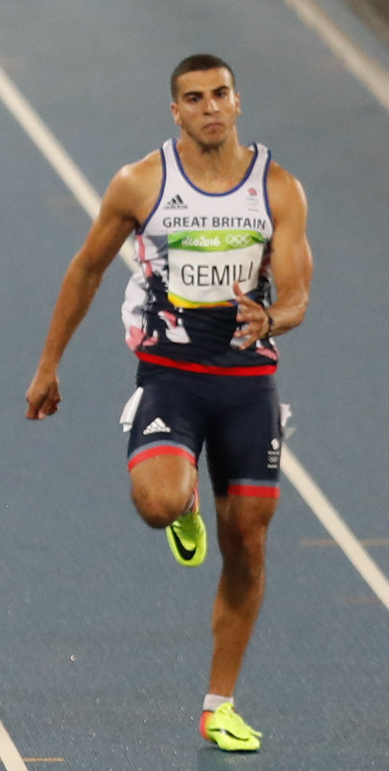
Adam Gemili – ausgeschieden als Siebter des vierten Vorlaufs

3. August 2021, 11:29 Uhr (04:29 Uhr MESZ)
Wind: +0,6 m/s
| Platz | Name                  | Nation         | Zeit        | Anmerkung |
| ----- | --------------------- | -------------- | ----------- | --------- |
| 1     | Erriyon Knighton      | USA            | 20,55 s     |           |
| 2     | Alonso Edward         | Panama         | 20,60 s     |           |
| 3     | Robin Vanderbemden    | Belgien        | 20,70 s     | SB        |
| 4     | Sydney Siame          | Sambia         | 21,01 s     |           |
| 5     | Gediminas Truskauskas | Litauen        | 21,02 s     |           |
| 6     | Steven Müller         | Deutschland    | 21,08 s     |           |
| 7     | Adam Gemili           | Großbritannien | 1:58,58 min |           |

### Lauf 5

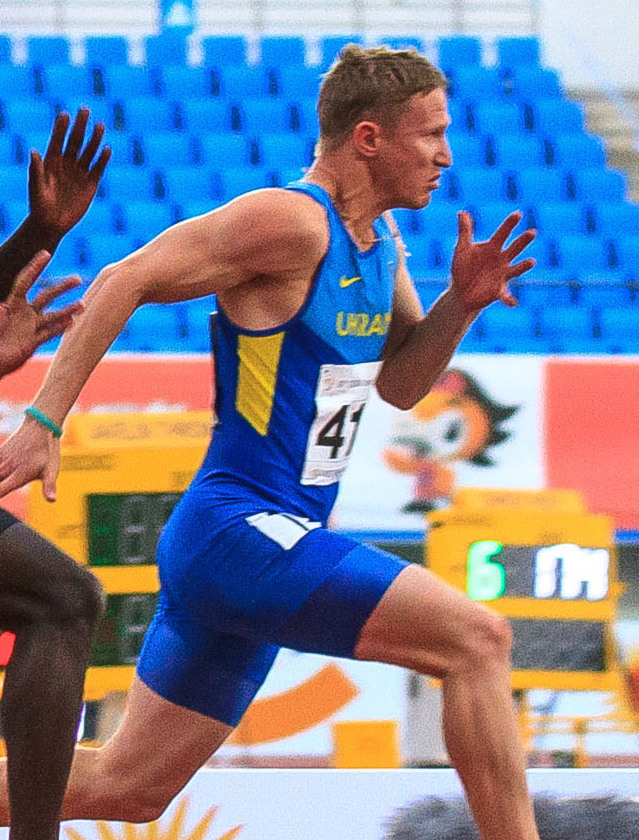
Serhij Smelyk – ausgeschieden als Vierter des fünften Vorlaufs
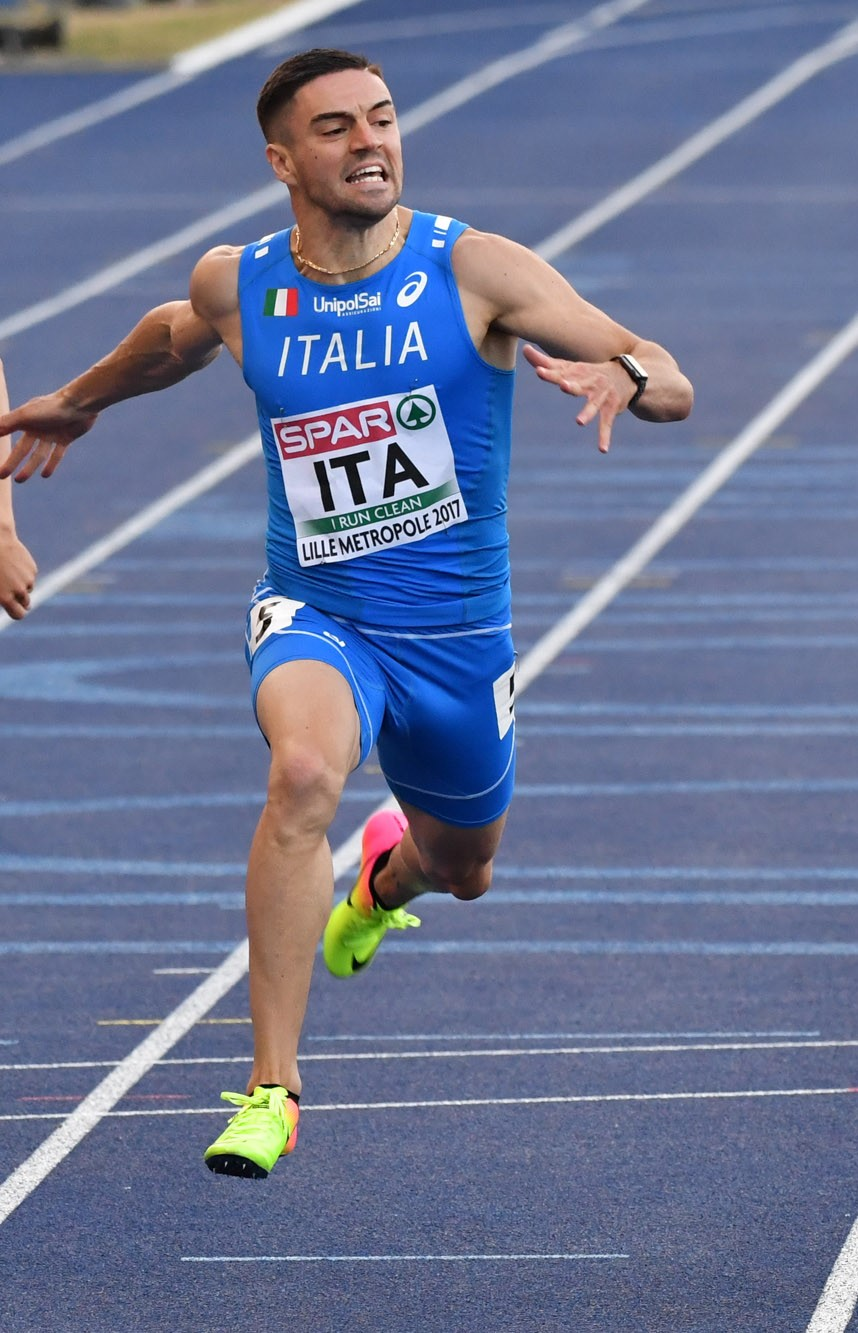
Antonio Infantino – ausgeschieden als Fünfter des fünften Vorlaufs

3. August 2021, 11:37 Uhr (04:37 Uhr MESZ)
Wind: −0,7 m/s
| Platz | Name                        | Nation    | Zeit (s) | Anmerkung |
| ----- | --------------------------- | --------- | -------- | --------- |
| 1     | Aaron Brown                 | Kanada    | 20,38    |           |
| 2     | Joseph Fahnbulleh           | Liberia   | 20,46    |           |
| 3     | William Reais               | Schweiz   | 20,51    |           |
| 4     | Serhij Smelyk               | Ukraine   | 20,53    | SB        |
| 5     | Antonio Infantino           | Italien   | 20,90    |           |
| 6     | Lucas Vilar                 | Brasilien | 21,31    |           |
| 7     | Muhd Noor Firdaus Ar Rasyid | Brunei    | 21,83    | SB        |

### Lauf 6

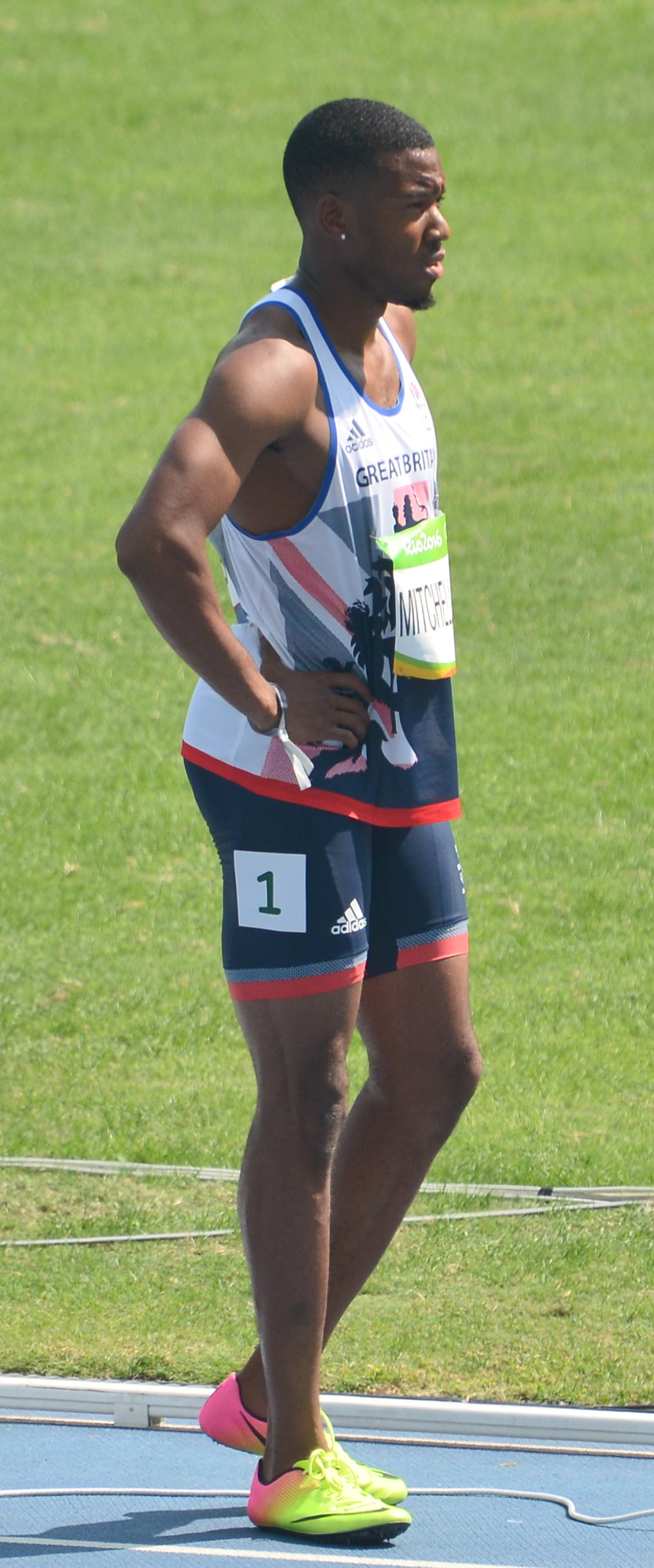
Nethaneel Mitchell-Blake – ausgeschieden als Fünfter des sechsten Vorlaufs

3. August 2021, 11:45 Uhr (04:45 Uhr MESZ)
Wind: −0,4 m/s
| Platz | Name                     | Nation                  | Zeit (s) | Anmerkung |
| ----- | ------------------------ | ----------------------- | -------- | --------- |
| 1     | Kenneth Bednarek         | USA                     | 20,01    |           |
| 2     | Yancarlos Martínez       | Dominikanische Republik | 20,17    | NR        |
| 3     | Fausto Desalu            | Italien                 | 20,29    | SB        |
| 4     | Xie Zhenye               | Volksrepublik China     | 20,34    | SB        |
| 5     | Nethaneel Mitchell-Blake | Großbritannien          | 20,56    | SB        |
| 6     | Marcus Lawler            | Irland                  | 20,73    | SB        |
| DNS   | Emmanuel Matadi          | Liberia                 |          |           |

### Lauf 7

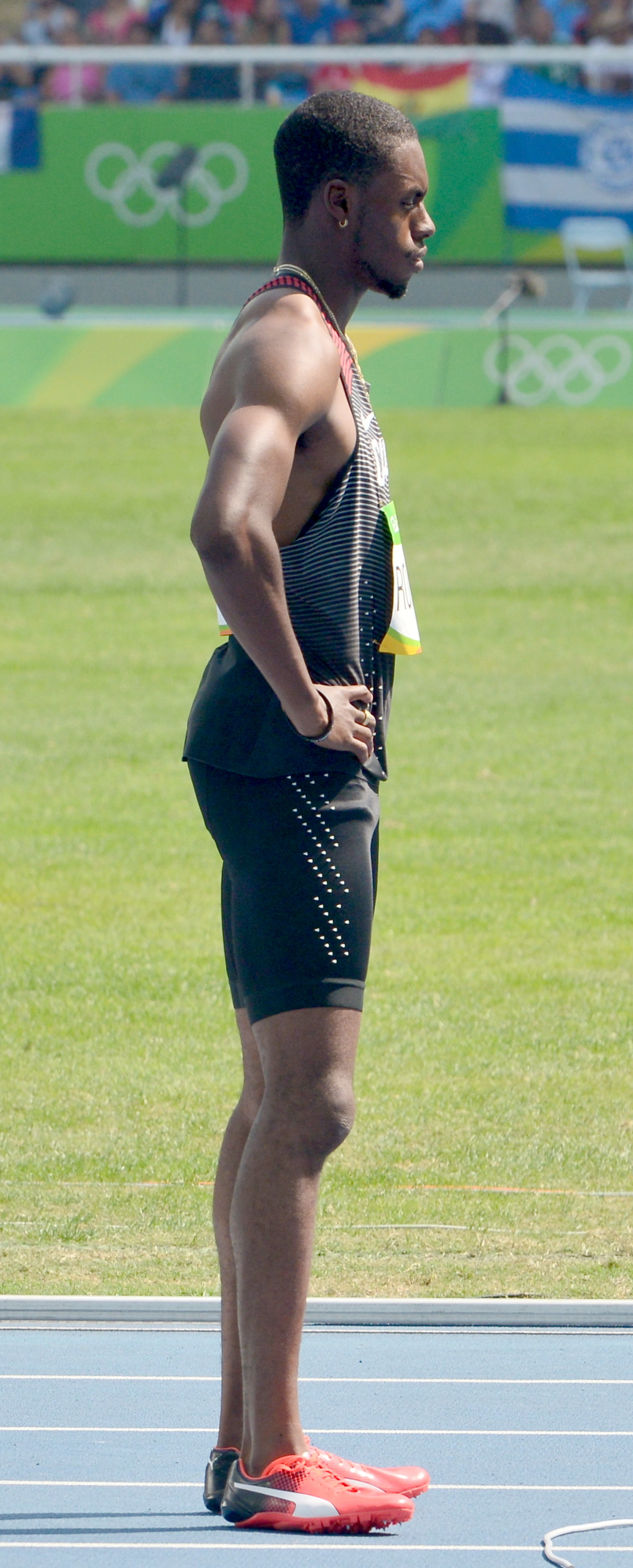
Brendon Rodney – ausgeschieden als Sechster des siebten Vorlaufs
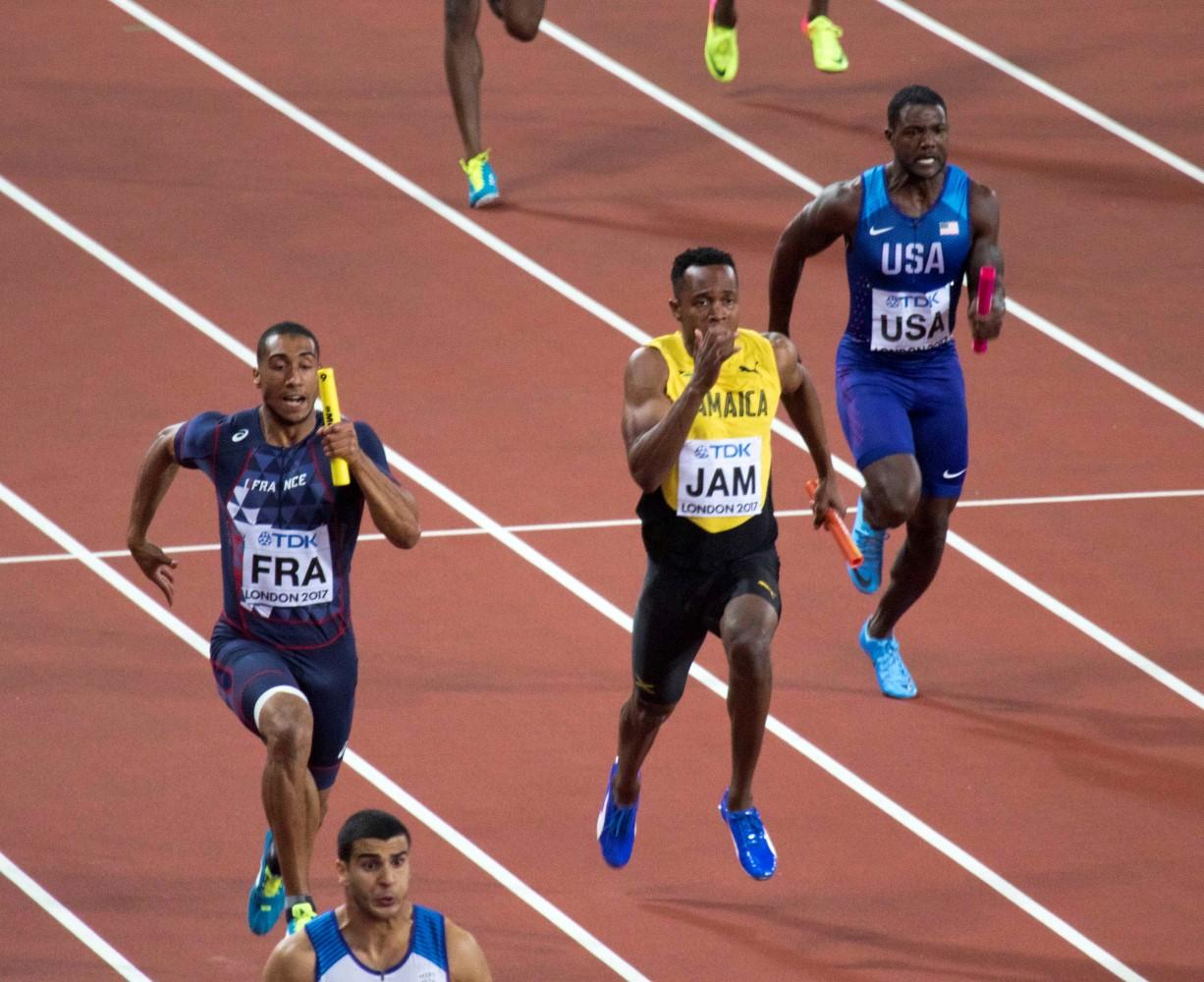
Julian Forte (gelbes Trikot) – ausgeschieden als Siebter des siebten Vorlaufs
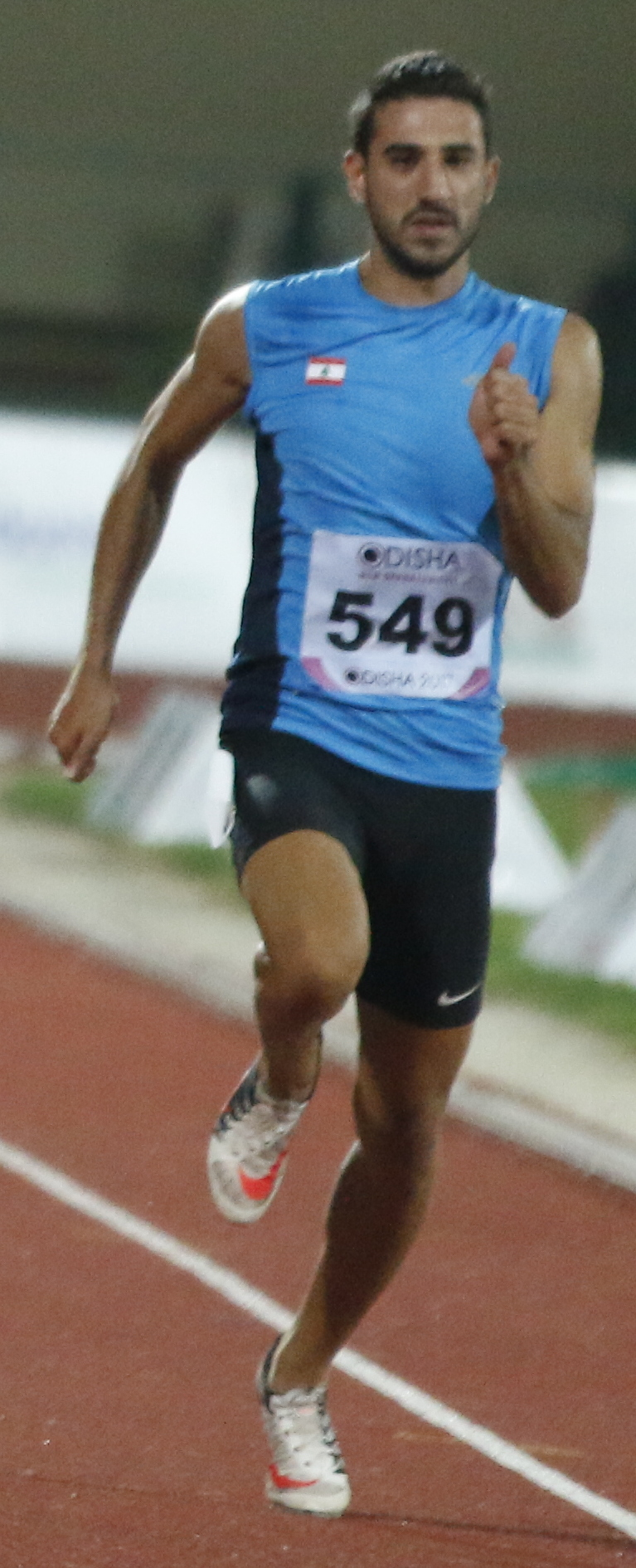
Noureddine Hadid – ausgeschieden als Achter des siebten Vorlaufs

3. August 2021, 11:53 Uhr (04:53 Uhr MESZ)
Wind: +0,4 m/s
| Platz | Name               | Nation    | Zeit (s) | Anmerkung |
| ----- | ------------------ | --------- | -------- | --------- |
| 1     | Noah Lyles         | USA       | 20,18    |           |
| 2     | Sibusiso Matsenjwa | Eswatini  | 20,34    | NR        |
| 3     | Joseph Paul Amoah  | Ghana     | 20,35    | SB        |
| 4     | Clarence Munyai    | Südafrika | 20,49    | SB        |
| 5     | Leon Reid          | Irland    | 20,53    | SB        |
| 6     | Brendon Rodney     | Kanada    | 20,60    |           |
| 7     | Julian Forte       | Jamaika   | 20,65    |           |
| 8     | Noureddine Hadid   | Libanon   | 21,12    |           |

## Halbfinale
Das Halbfinale umfasste drei Läufe. Für das Finale qualifizierten sich pro Lauf die ersten beiden Athleten (hellblau unterlegt). Darüber hinaus kamen die zwei Zeitschnellsten, die sogenannten Lucky Loser (hellgrün unterlegt), weiter.

### Lauf 1

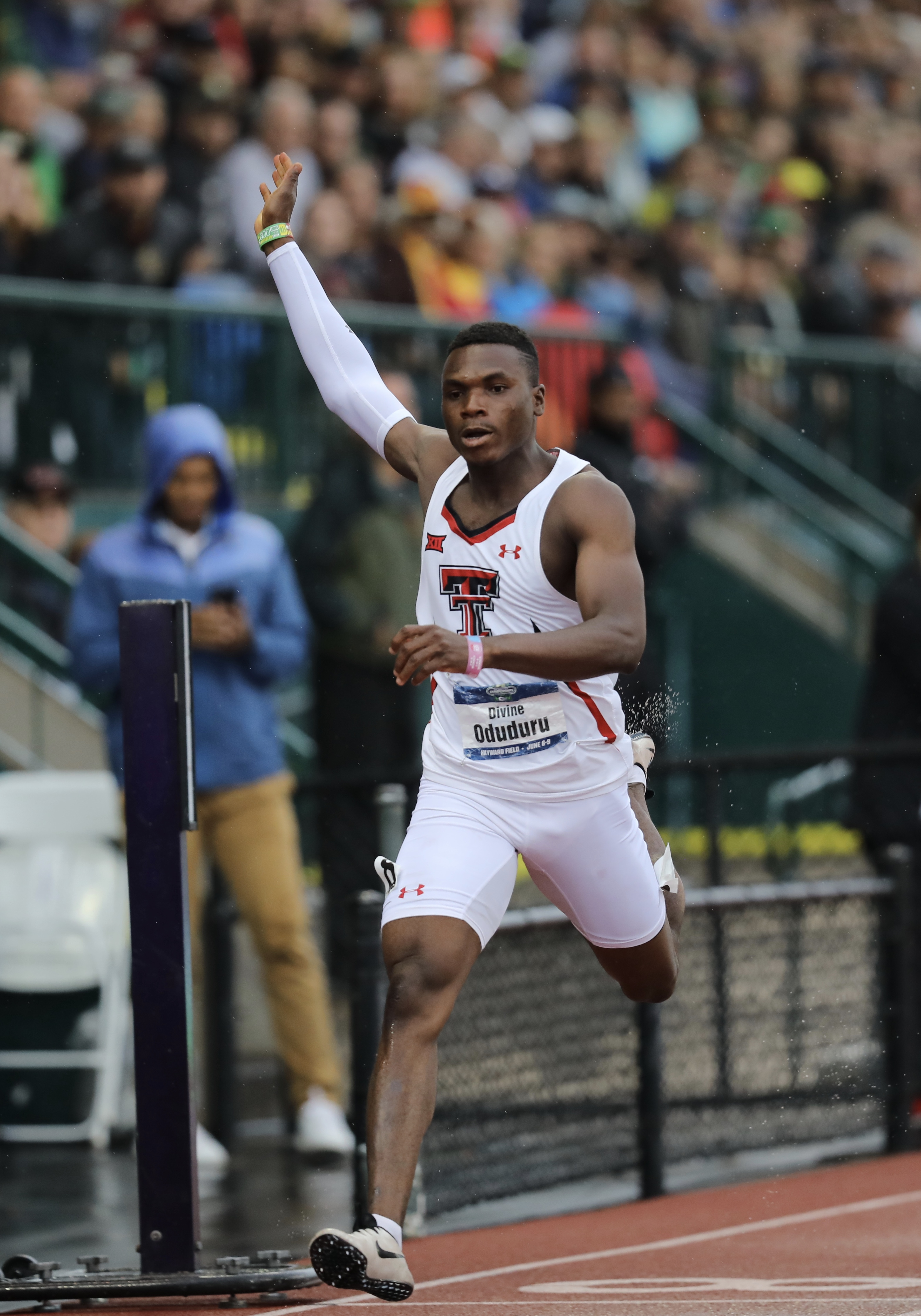
Divine Oduduru – ausgeschieden als Dritter des
ersten Halbfinals

3. August 2021, 20:50 Uhr (13:50 Uhr MESZ)
Wind: −0,2 m/s
| Platz | Name              | Nation              | Zeit (s) | Anmerkung |
| ----- | ----------------- | ------------------- | -------- | --------- |
| 1     | Erriyon Knighton  | USA                 | 20,02    |           |
| 2     | Rasheed Dwyer     | Jamaika             | 20,13    | SB        |
| 3     | Divine Oduduru    | Nigeria             | 20,16    |           |
| 4     | Joseph Paul Amoah | Ghana               | 20,27    | SB        |
| 5     | Femi Ogunode      | Katar               | 20,34    |           |
| 6     | Fausto Desalu     | Italien             | 20,43    |           |
| 7     | Xie Zhenye        | Volksrepublik China | 20,45    |           |
| 8     | Anaso Jobodwana   | Südafrika           | 20,88    |           |

Weitere im ersten Halbfinale ausgeschiedene Sprinter:

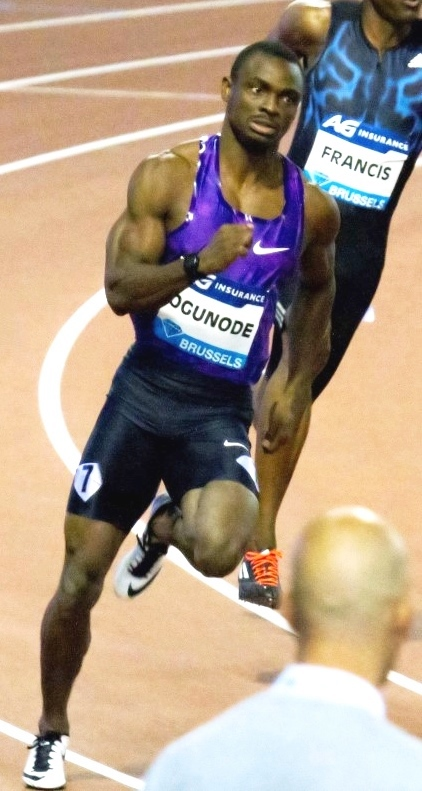
Femi Ogunode – Rang fünf
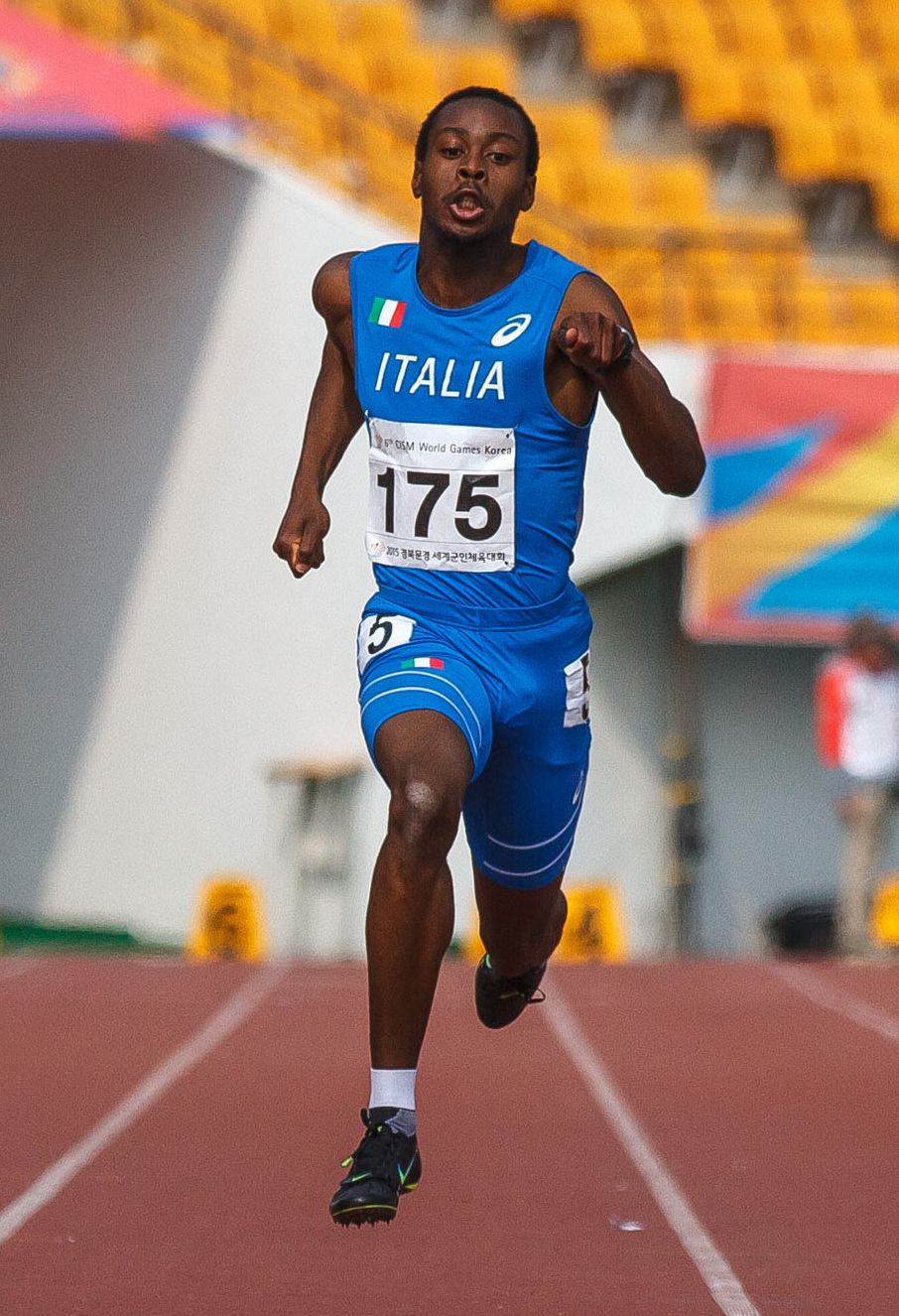
Fausto Desalu – Rang sechs
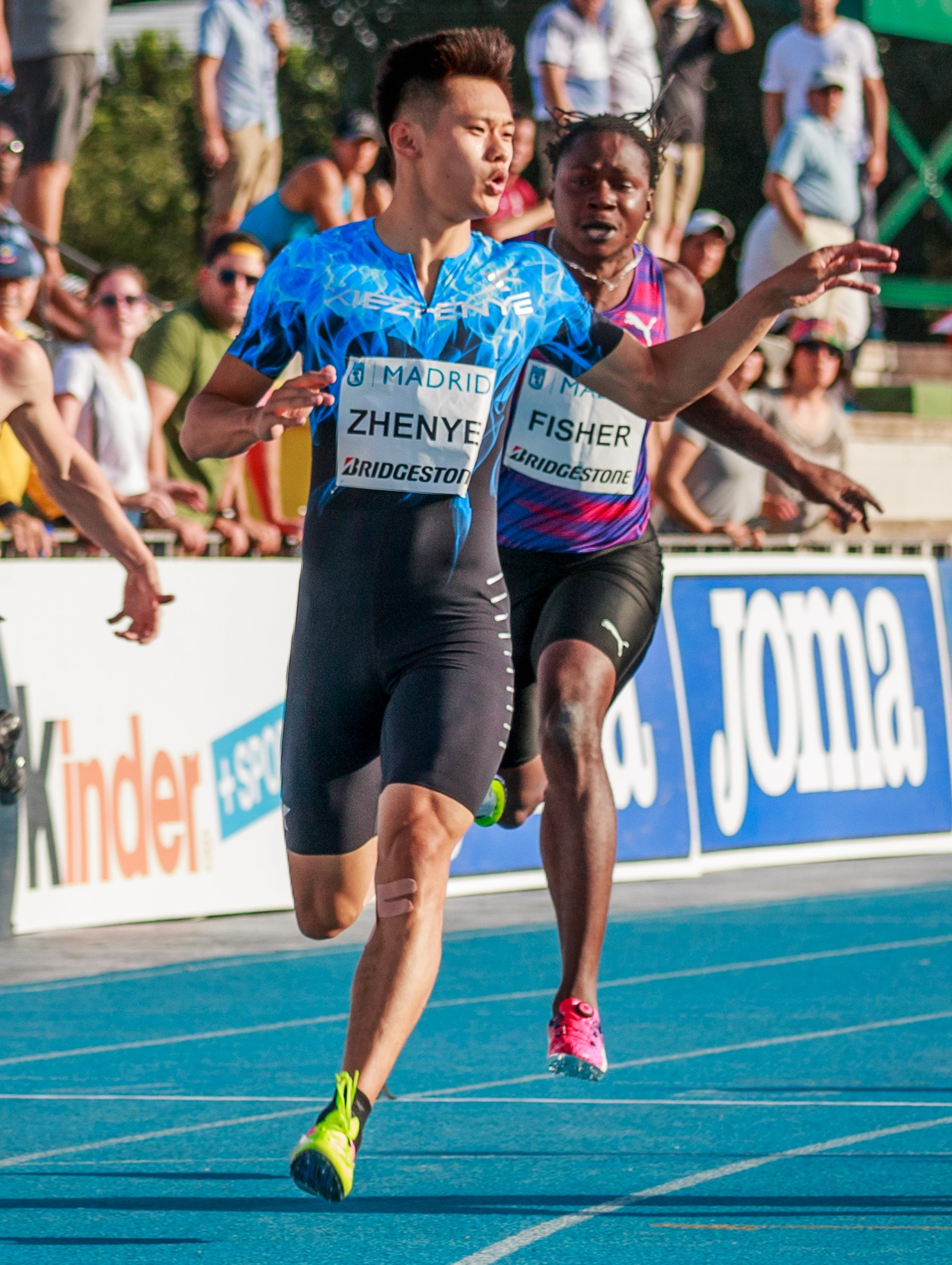
Xie Zhenye (blaus Trikot) – Rang sieben
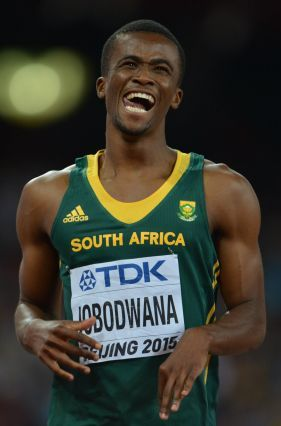
Anaso Jobodwana – Rang acht

### Lauf 2

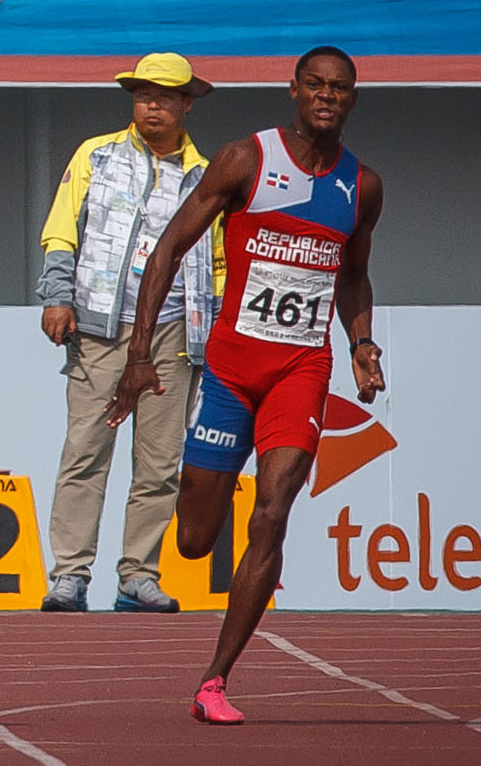
Yancarlos Martínez – ausgeschieden als Vierter des zweiten Halbfinals
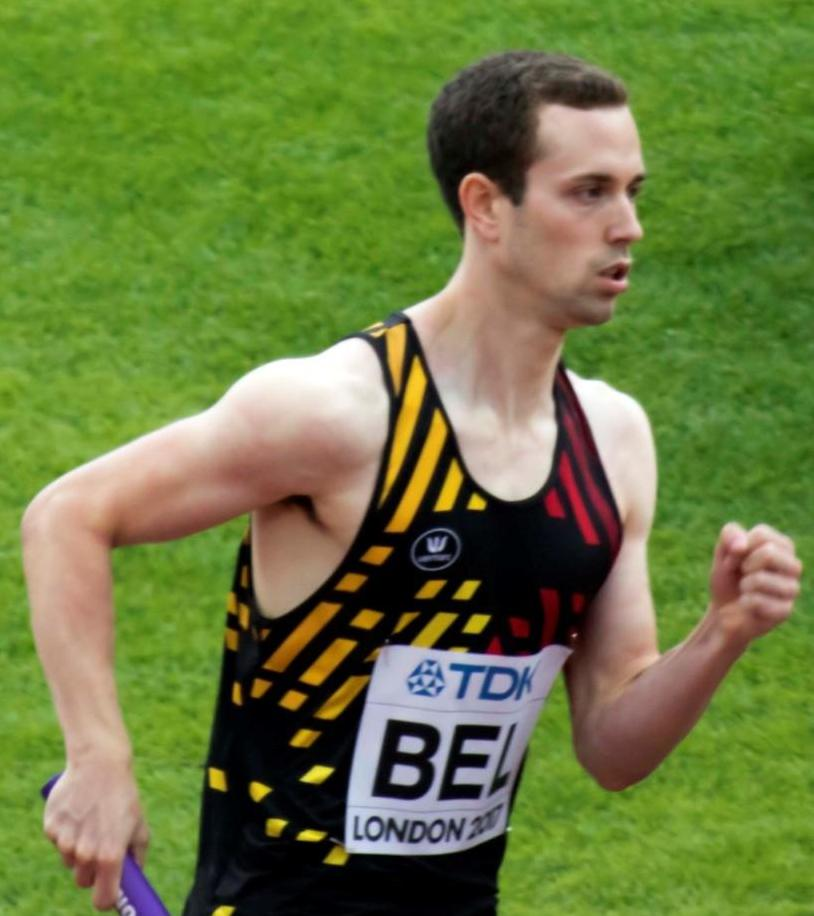
Robin Vanderbemden – ausgeschieden als Siebter des zweiten Halbfinals
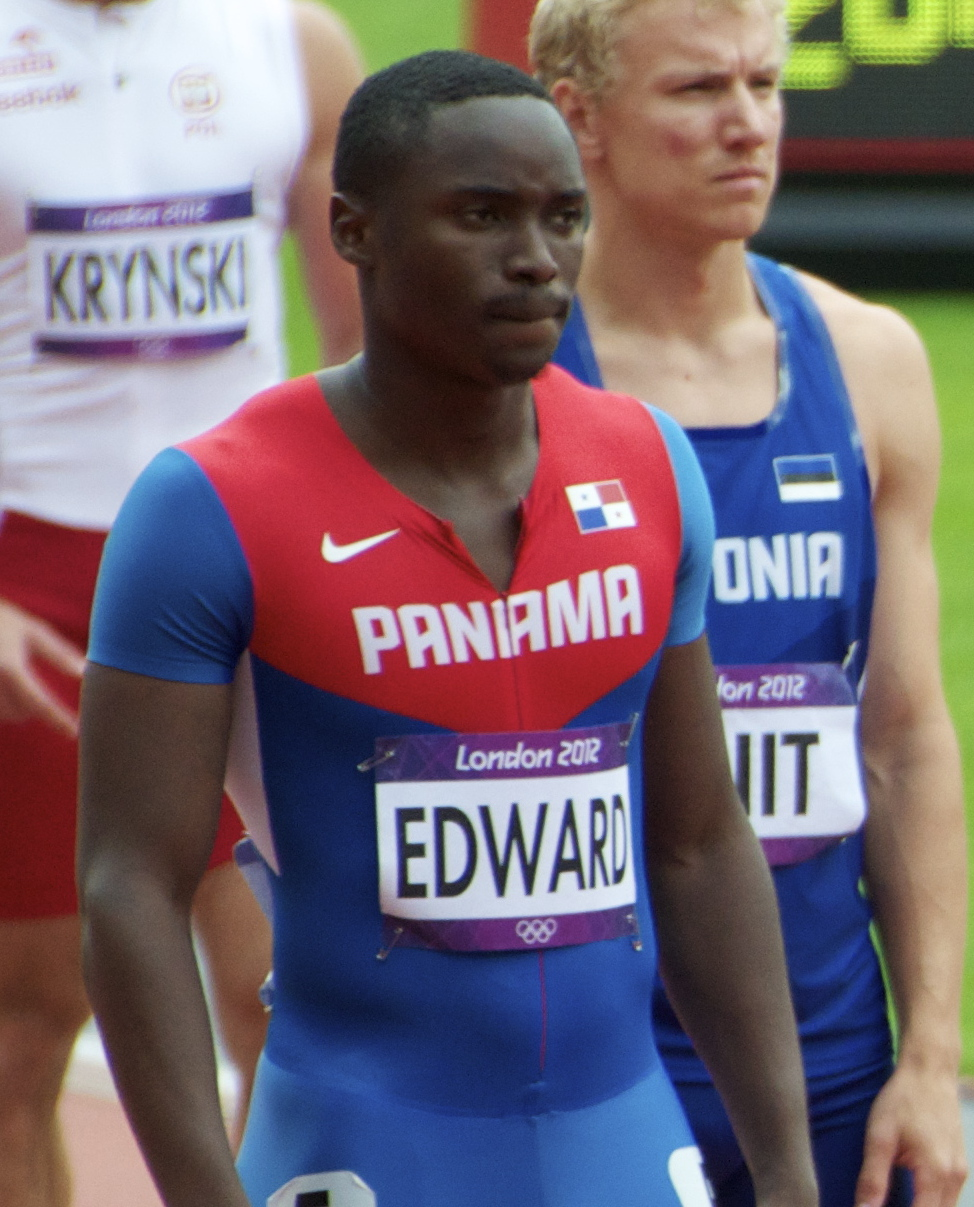
Alonso Edward – im zweiten Halbfinale nicht im Ziel

3. August 2021, 20:58 Uhr (13:58 Uhr MESZ)
Wind: −0,4 m/s
| Platz | Name               | Nation                  | Zeit (s) | Anmerkung |
| ----- | ------------------ | ----------------------- | -------- | --------- |
| 1     | Aaron Brown        | Kanada                  | 19,99    | SB        |
| 2     | Joseph Fahnbulleh  | Liberia                 | 19,99    | NR        |
| 3     | Noah Lyles         | USA                     | 19,99    |           |
| 4     | Yancarlos Martínez | Dominikanische Republik | 20,24    |           |
| 5     | William Reais      | Schweiz                 | 20,44    | SB        |
| 6     | Clarence Munyai    | Südafrika               | 20,49    | SB        |
| 7     | Robin Vanderbemden | Belgien                 | 21,00    |           |
| DNF   | Alonso Edward      | Panama                  |          |           |

### Lauf 3

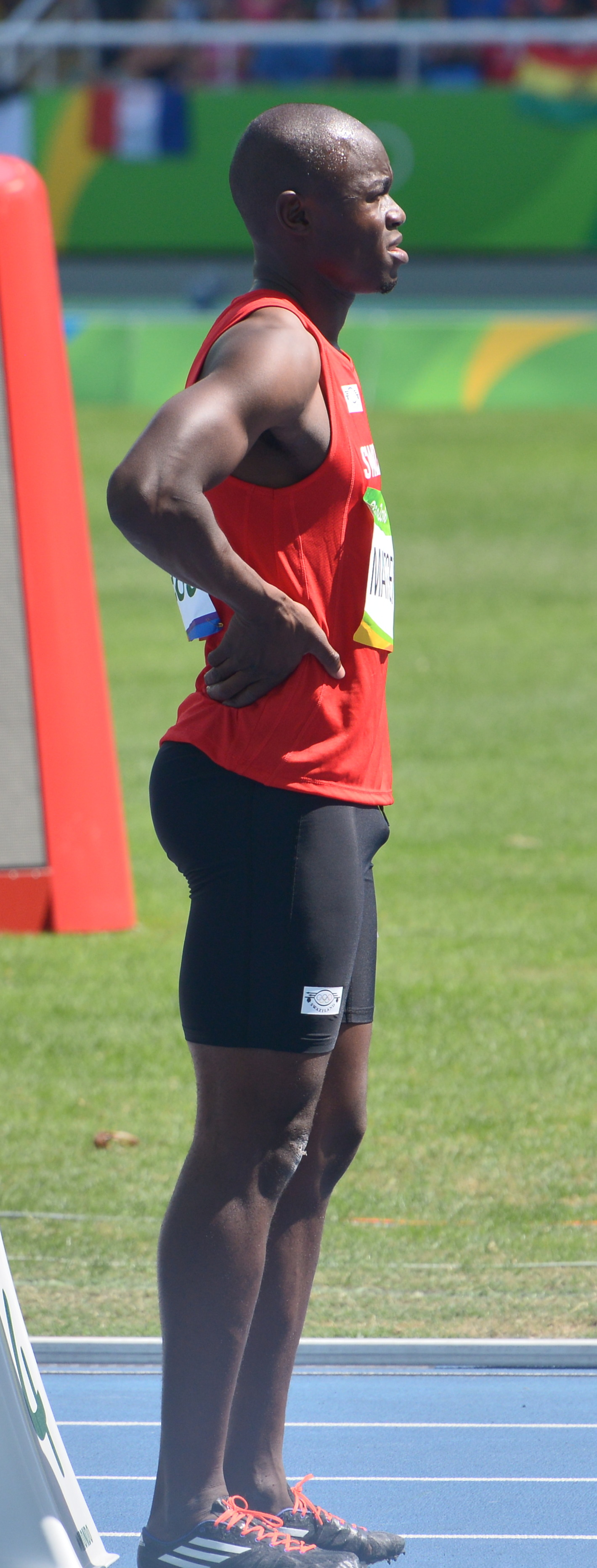
Sibusiso Matsenjwa – ausgeschieden als Fünfter des dritten Halbfinals

3. August 2021, 21:06 Uhr (14:06 Uhr MESZ)
Wind: +0,2 m/s
| Platz | Name               | Nation              | Zeit (s) | Anmerkung |
| ----- | ------------------ | ------------------- | -------- | --------- |
| 1     | Andre De Grasse    | Kanada              | 19,73    | NR        |
| 2     | Kenneth Bednarek   | USA                 | 19,83    |           |
| 3     | Jereem Richards    | Trinidad und Tobago | 20,10    | SB        |
| 4     | Shaun Maswanganyi  | Südafrika           | 20,18    |           |
| 5     | Sibusiso Matsenjwa | Eswatini            | 20,22    | NR        |
| 6     | Ramil Guliyev      | Türkei              | 20,31    | SB        |
| 7     | Leon Reid          | Irland              | 20,54    |           |
| 8     | Taymir Burnet      | Niederlande         | 20,90    |           |

Weitere im dritten Halbfinale ausgeschiedene Sprinter:

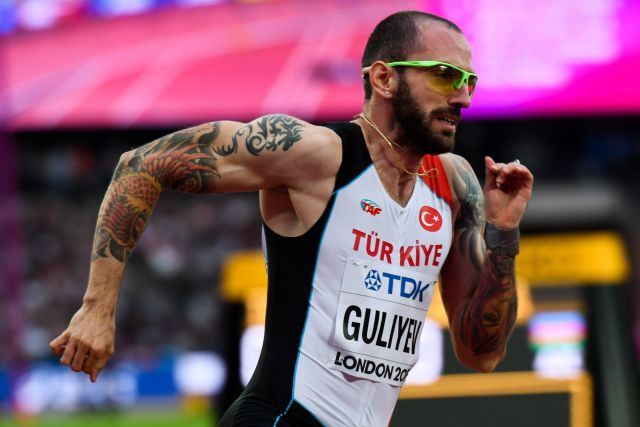
Ramil Guliyev – Rang sechs
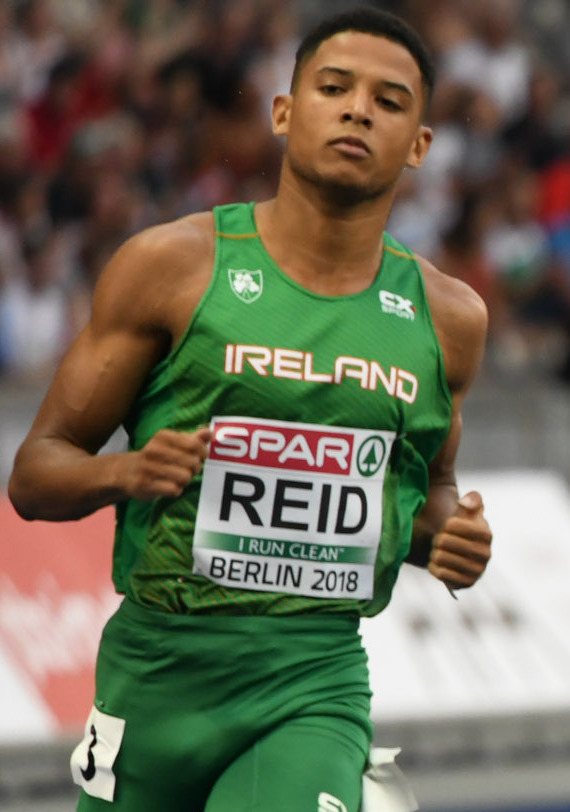
Leon Reid – Rang sieben
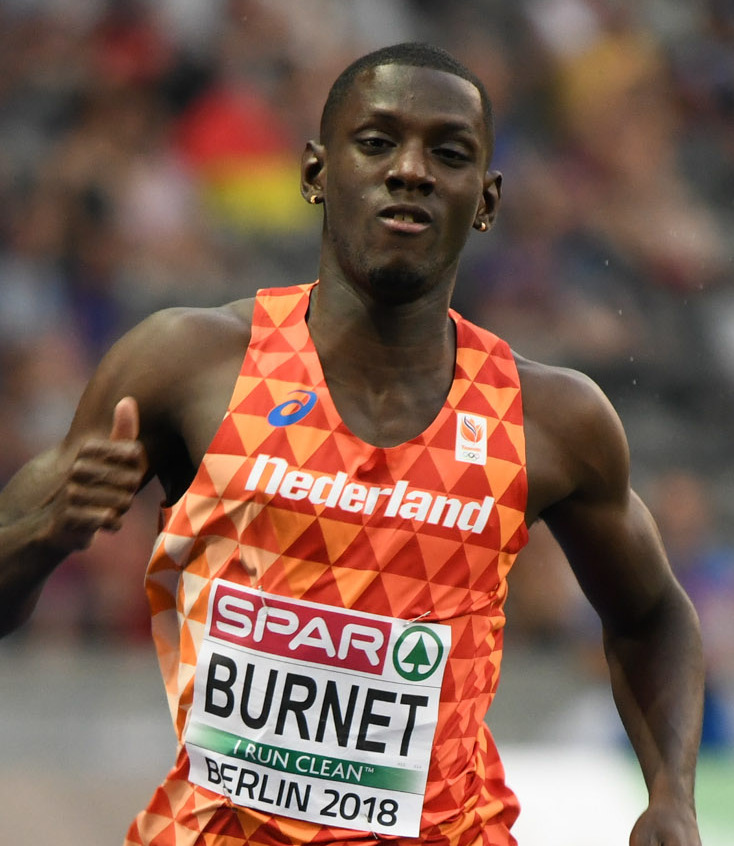
Taymir Burnet – Rang acht

## Finale

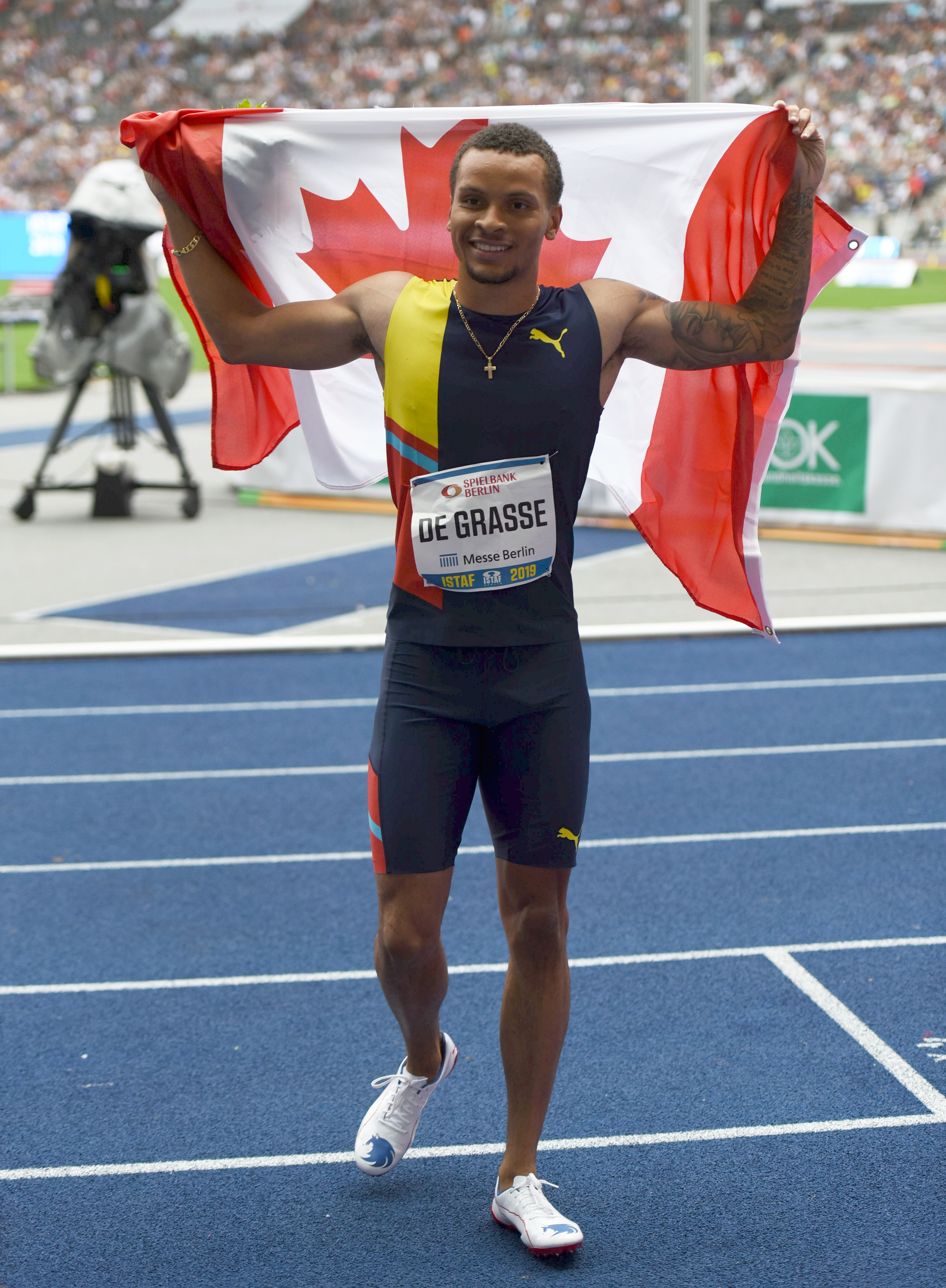
Andre De Grasse gewann seine
erste Goldmedaille bei einem
internationalen Großereignis

4. August 2021, 21:55 Uhr (14:55 Uhr MESZ)
Wind: −0,5 m/s
| Platz | Name              | Nation              | Zeit (s) | Anmerkung |
| ----- | ----------------- | ------------------- | -------- | --------- |
| 1     | Andre De Grasse   | Kanada              | 19,62    | NR        |
| 2     | Kenneth Bednarek  | USA                 | 19,68    | PB        |
| 3     | Noah Lyles        | USA                 | 19,74    | SB        |
| 4     | Erriyon Knighton  | USA                 | 19,93    |           |
| 5     | Joseph Fahnbulleh | Liberia             | 19,98    | NR        |
| 6     | Aaron Brown       | Kanada              | 20,20    |           |
| 7     | Rasheed Dwyer     | Jamaika             | 20,21    |           |
| 8     | Jereem Richards   | Trinidad und Tobago | 20,39    |           |

Auf den ersten 150 Metern war das Rennen noch offen. Aus der Startkurve kamen die beiden US-Amerikaner Kenny Bednarek und Noah Lyles noch mit einem leichten Vorsprung heraus. Dann lief der kanadische Olympiazweite von 2016 Andre De Grasse sukzessive heran und brachte sich an die Spitze, die er bis zum Ziel nicht mehr abgab. Der Kanadier hatte hier in Tokio drei Tage zuvor bereits Bronze über 100 m gewonnen. Sein Sieg brachte ihm nun die erste Goldmedaille bei einer großen Meisterschaft auf Weltniveau ein. Mit seinen 19,62 Sekunden verbesserte De Grasse seinen Landesrekord aus dem Halbfinale trotz des Gegenwinds noch einmal um elf Hundertstelsekunden.
Bednarek gewann Silber mit einer persönlichen Bestzeit von 19,68 Sekunden, während sich Lyles, der leicht favorisiert in dieses Rennen gegangen war, in 19,74 Sekunden mit Bronze zufriedengeben musste. Der dritte US-Amerikaner in diesem Finale, der erst siebzehnjährige Erriyon Knighton, wurde in 19,93 Sekunden Vierter vor Joseph Fahnbulleh aus Liberia, der mit seinen 19,98 Sekunden ebenfalls noch unter der Marke von zwanzig Sekunden blieb.

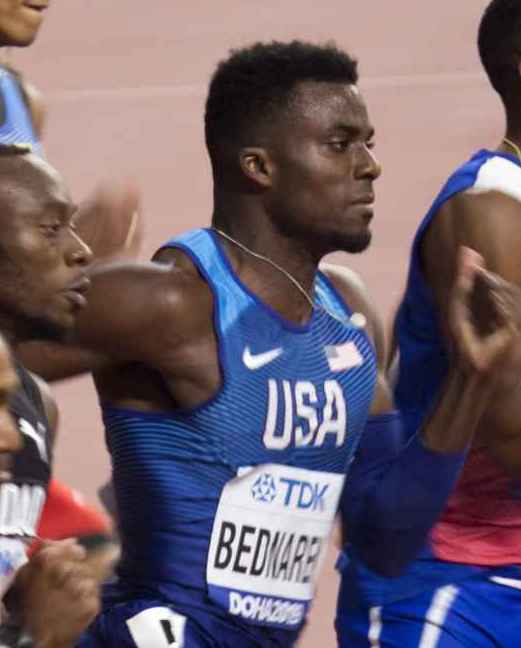
Silbermedaillengewinner Kenneth Bednarek
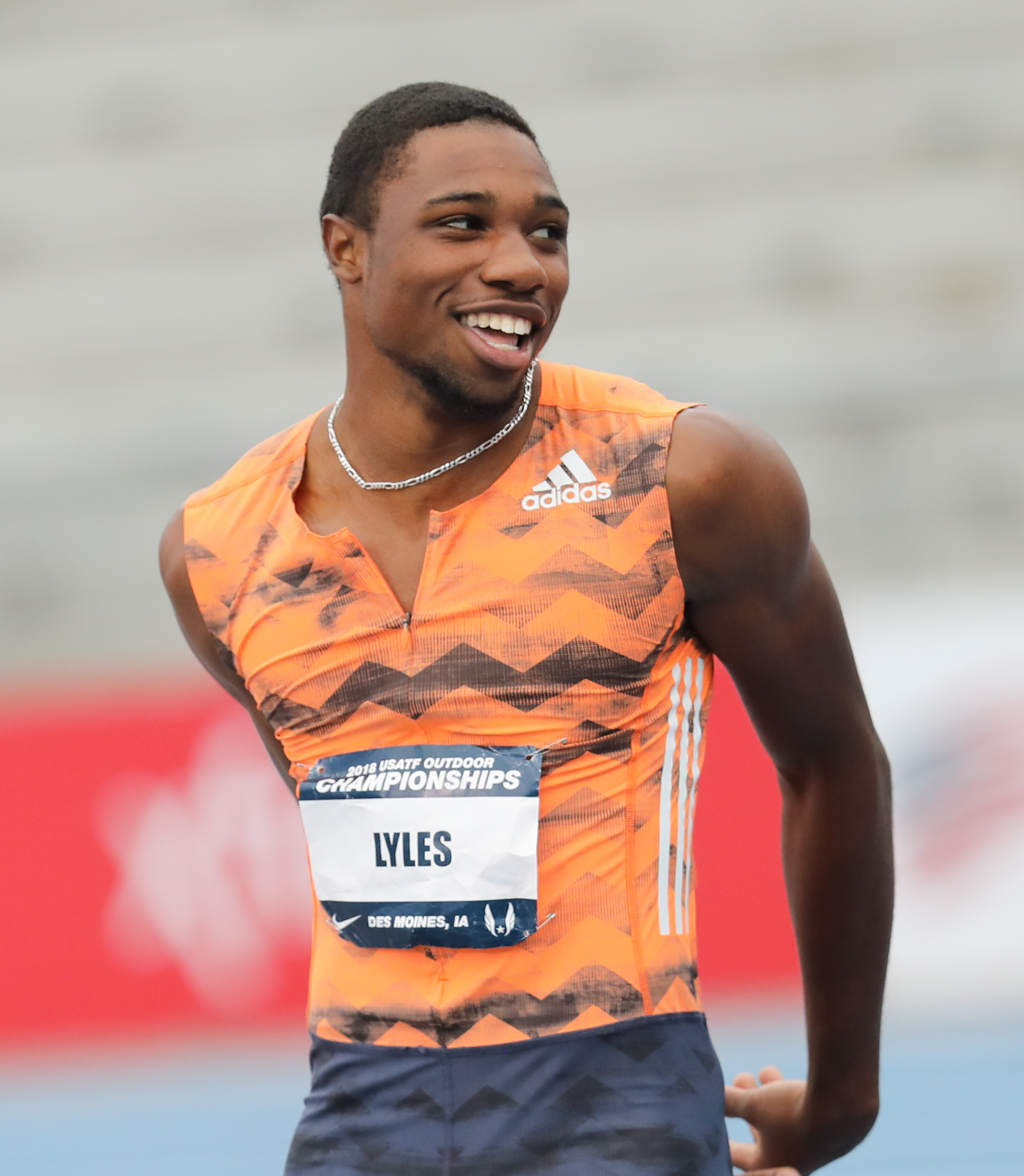
Der leicht favorisierte Noah Lyles gewann Bronze
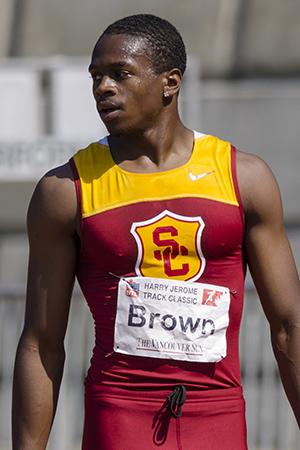
Aaron Brown belegte Rang sechs
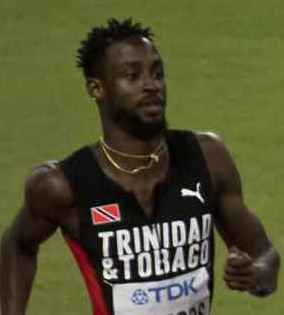
Der achtplatzierte Jereem Richards

## Video
- Men's 200m final, Tokyo Replays, youtube.com, abgerufen am 17. Mai 2022